# Шарлотта Бурбон (королева Кіпру)
Шарлотта де Бурбон (фр. Charlotte de Bourbon, 1388 — 15 січня 1422) — королева Кіпру, Єрусалиму та Кілікійської Вірменії через свій шлюб із королем Янусом де Лузіньяном. Донька графа Жана I де ла Марш та Катерини Вандомської.

## Біографія
Шарлотта народилась 1388 року у Франції. Вона була сьомою дитиною та четвертою донькою в родині графа де Бурбон-Ла Марш Жана I та його дружини Катерини Вандомської. Мала старших братів: Жана, Людовіка та Жака й сестер: Ізабеллу, Анну та Марію.
1409 року було укладено її шлюб за домовленістю із Янусом, королем Кіпрським. Договір був підписаний 2 серпня в Мелуні. За півроку були обговорені умови подорожі Шарлотти з Венеції до Кіпру. Їх регламентував спеціальний документ від 19 січня 1410. Королеву супроводжувала значна свита, до якої входило багато музикантів.
По прибуттю на острів, 23-річна Шарлотта повінчалася з 36-річним королем Янусом. Весілля відбулося у соборі Святої Софії в Нікосії 25 серпня 1411. Для нареченого це був другий шлюб. Із першою дружиною, Анґлезією Вісконті, він розлучився через відсутність нащадків.
Союз Януса та Шарлотти сприяв розквіту французької культури при дворі Кіпру. Придворні захоплювалися французькою музикою та літературою. Прижився куртуазний етикет, введений королевою. У подружжя народилося шестеро дітей, з яких вижили четверо.
За десять років Шарлотта померла від чуми. Її поховали у Королівському монастирі Святого Домініка в Нікосії. Янус помер у 1432 році. Більше він не одружувався.

## Родина
Чоловік — Янус де Лузіньян
Діти:
1. Близнюки (1415)
2. Яків (1416—1426) — помер молодим;
3. Іоанн (1418—1458) — наступний король Єрусалиму, Кіпру та Кілікії у 1432—1458 роках, титулярний князь Антіохії, був двічі одруженим, мав двох доньок та позашлюбного сина;
4. Анна (1419—1462) — дружина Людовика Савойського, мала 25 дітей;
5. Марія (1420—1437) — була заручена з Філіпом де Бурбоном, сеньйором Боже, померла до весілля.